# Анализа ризика
Анализа ризика може бити дефинисана на много различитих начина, у зависности од тога како је анализа ризика повезана са осталим концептима. Анализа ризика може бити "широко дефинисана тако да обухвата процену ризика, карактеризацију ризика, комуникацију ризика, управљање ризиком и политику која се односи на ризик, у контексту ризика од интереса појединаца, организација јавног и приватног сектора, као и друштва на локалном, регионалном, националном или глобалном нивоу." Најбољи приступ је дељење анализе ризика на две компоненте: процену ризика (идентификовање, процењивање и мерење вероватноће и озбиљности ризика) и управљање ризиком (одлучивање о томе шта учинити по питању ризика).  Неки аутори имају мало другачији приступ и дефинишу управљање ризиком као свеобухватни концепт, где је анализа ризика компонента која идентификује и мери ризик, а ублажавање ризика одређује шта треба урадити у вези са ризиком. Анализа ризика може бити квалитативна или квантитативна. Квалитативна анализа користи широке појмове (нпр. умерени, тешки, катастрофални) да идентификује и процени ризике или представља писмени опис ризика, а квантитативна анализа израчунава бројне вероватноће у вези са могућим последицама.

## Квантитативна анализа ризика
Квантитативна анализа ризика има за циљ да нумерички процени вероватноће за потенцијалне последице ризика, а често се назива пробабилистичка анализа ризика или процена пробабилистичког ризика (PRA). Анализа често покушава да опише последице у нумеричким јединицама као што су новчане јединице, време или изгубљени животи.
PRA често настоји да одговори на три питања:
- Шта може да се догоди?
- Колико је вероватно да се то догоди?
- Ако се то догоди, које су последице?

Дакле, ризик R се може описати као скуп уређених тројки, R={<si,pi,ci>}, i=1,2,...,N где је si сценарио i, pi је вероватноћа сценарија i, ci су последице уколико се сценарио i догоди, а N је укупан број сценарија. Ова врста анализе обично резултира расподелом вероватноће по последицама.
Иако актуарска наука користи вероватноће за мерење ризика већ више од сто година , PRA као посебан начин истраживања у почетку је развијен како би се анализирали инжењерски ризици као што су нуклеарне електране и свемирски шатл. 
У последње време, примењена је и на друге области, као што су бизнис, климатске промене, здравствени ризици и безбедност.
Посебно уз све већу важност тероризма, теорија игара постала је квантитативни алат за анализу ризика од интелигентних противника који желе да нанесу штету системима или људима. Ове технике теорије игара могу бити пробабилистичке и детерминистичке.

## Квалитативна процена ризика
Квалитативна процена ризика, у одсуству прецизних вредности вероватноће и последица, додељује релативне и широке класификације вероватноће и последица за сваки ризик и не ствара прецизан математички модел ризика, као што је случај код PRA. Уобичајени квалитативни модел је матрица ризика, која комбинује класификацију вероватноће појаве са класификацијом озбиљности последица настанка, како би се утврдила класификација нивоа ризика, водећи се општим принципом да већа вероватноћа и већа озбиљност подразумевају већи ризик. Матрица ризика се понекад назива псеудо-квантитативном методом, јер се класификација може одредити бројевима (на пример, категорија вероватноће "Вероватно се неће десити" ће одговарати вероватноћи појављивања између 0,1 и 0,3).
Квалитативне, псеудо-квантитативне или методе бодовања су веома критиковане, јер се не подударају са математичким правилима и не могу исправно рангирати ризике. Оне изгледају ригорозно, али пружају лажан осећај сигурности оним организацијама које се ослањају на њих у погледу управљања ризицима. Коришћење чисто квантитативног приступа обезбеђује строжу анализу и бољу основу за доношење добрих одлука у управљању ризицима него ослањање на псеудо-квантитативне методе.